# Benavides (Texas)
Benavides es una ciudad situada en el condado de Duval, Texas, Estados Unidos. Tiene una población estimada, a mediados de 2023, de 1144 habitantes. 

## Geografía
La localidad está ubicada en las coordenadas 27°35′49″N 98°24′50″O / 27.59694, -98.41389 (27.596867, -98.413776). Según la Oficina del Censo, tiene una superficie de 4.59 km², correspondientes en su totalidad a tierra firme.

## Demografía
Según el censo de 2020, en ese momento había 1183 personas residiendo en la localidad. La densidad de población era de 260 hab./km².
| Raza                   | Núm. | Porc.  |
| ---------------------- | ---- | ------ |
| Blancos                | 563  | 47.6%  |
| Afroamericanos         | 1    | 0.1%   |
| Amerindios             | 1    | 0.1%   |
| Asiáticos              | 3    | 0.3%   |
| De otras razas         | 146  | 12.3%  |
| De una mezcla de razas | 469  | 39.6%  |
| Total                  | 1183 | 100.0% |

Del total de la población, el 95.10% eran hispanos o latinos de cualquier raza.